# Сосновка (Советский район, Алтайский край)
Сосновка — село в Советском районе Алтайского края. Входит в состав Шульгинского сельсовета.

## География
Расположено в пределах левобережной части долины реки Катуни, преимущественно на правом берегу ручья Шульгинки, в 15 км к северо-северо-западу от села Советского, административного центра района. Абсолютная высота — 177 метров над уровнем моря.

## Население
| 1997 | 1998 | 1999 | 2000 | 2001 | 2002 |
| ---- | ---- | ---- | ---- | ---- | ---- |
| 225  | ↗235 | ↘226 | ↘213 | ↗224 | ↗230 |
| 2003 | 2004 | 2005 | 2006 | 2007 | 2008 |
| ↗259 | ↘248 | ↘231 | ↗237 | →237 | ↘227 |
| 2009 | 2010 | 2011 | 2012 | 2013 |      |
| ↗230 | ↗235 | ↘234 | ↗236 | →236 |      |

Национальный состав
Согласно результатам переписи 2002 года, в национальной структуре населения русские составляли 92 %.